# The End, So Far
The End, So Far är Slipknots sjunde studioalbum, utgivet den 30 september 2022 på etiketten Roadrunner Records. Albumet nådde andra plats på Billboard 200 och första plats på UK Albums Chart.

## Låtlista
Alla låtar är skrivna och komponerade av Slipknot. 
| Nr           | Titel                         | Längd |
| ------------ | ----------------------------- | ----- |
| 1.           | Adderall                      | 5:40  |
| 2.           | The Dying Song (Time to Sing) | 3:23  |
| 3.           | The Chapeltown Rag            | 4:51  |
| 4.           | Yen                           | 4:45  |
| 5.           | Hive Mind                     | 5:15  |
| 6.           | Warranty                      | 3:51  |
| 7.           | Medicine for the Dead         | 6:16  |
| 8.           | Acidic                        | 4:50  |
| 9.           | Heirloom                      | 3:31  |
| 10.          | H377                          | 4:23  |
| 11.          | De Sade                       | 5:39  |
| 12.          | Finale                        | 5:07  |
| Total längd: | Total längd:                  | 57:31 |

## Medverkande
- (#0) Sid Wilson – turntable, keyboard
- (#4) James Root – gitarr
- (#5) Craig "133" Jones – samples, media, keyboard
- (#6) Shawn "Clown" Crahan – percussion, bakgrundssång
- (#7) Mick Thomson – gitarr
- (#8) Corey Taylor – sång
- Alessandro Venturella – basgitarr, piano
- Jay Weinberg – trummor, percussion
- Michael Pfaff – percussion, bakgrundssång